# Morna

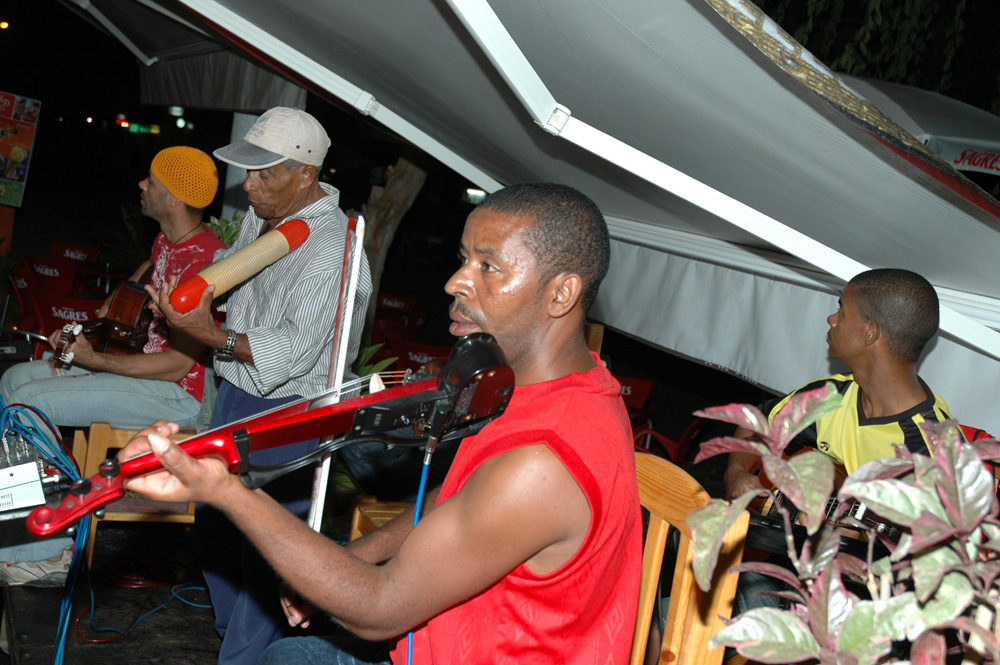
Un tipico gruppo di morna.

La morna è un genere di musica e di danza tipica di Capo Verde.
I testi sono solitamente in creolo capoverdiano e gli strumenti più usati sono il cavaquinho, il clarinetto, la fisarmonica, il violino, il piano e la chitarra. La morna è spesso paragonata al blues. 
La Morna è considerata la musica nazionale di Capo Verde, così come il fado è per il Portogallo, il tango per l'Argentina, la rumba per Cuba e così via.
La cantante di morna più conosciuta a livello internazionale è Cesária Évora. La Morna e altri generi di musica capoverdiana vengono spesso suonati tra le comunità di capoverdiani all'estero, specialmente negli Stati Uniti in New England, Portogallo, Paesi Bassi, Francia, Africa occidentale e parte dell'America Latina.

## Il genere musicale

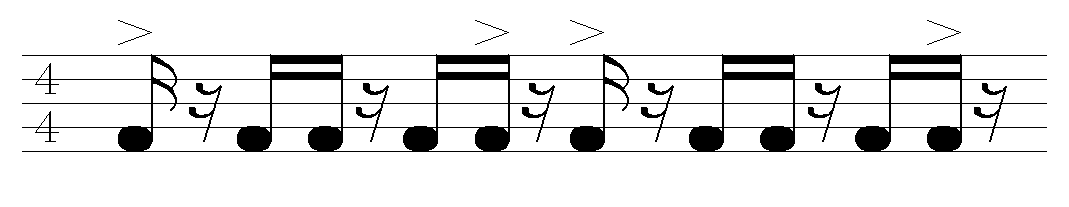
Modello ritmico della morna, ± 60 bpm.

La morna, come genere musicale, è caratterizzata da un tempo lento, a 2 battute (a volte 4) e nella forma più tradizionale ha una struttura armonica basata su un circolo delle quinte, mentre la struttura del testo è organizzata in strofe musicali alternate ad un ritornello. La morna è quasi sempre monotonale, cioè è composta in una tonalità. Le composizioni che usano più di una tonalità sono rare e generalmente passano da una tonalità maggiore ad una minore o viceversa.

### Temi
I temi trattati dalla morna sono vari, ma certi argomenti sono affrontati più frequentemente. Oltre ai temi universali, come l'amore, vengono trattati argomenti tipici di Capo Verde, come la partenza, il ritorno, la saudade, l'amore per la propria terra e per il mare. Uno dei principali compositori fu il poeta Eugénio Tavares che introdusse all'inizio del ventesimo secolo il lirismo e l'esplorazione dei sentimenti tipica del romanticismo ancora in uso oggi.

### Gli strumenti
Lo strumento usato prevalentemente nella morna è la chitarra, chiamata localmente "violão". Nella forma più semplice una chitarra è sufficiente per accompagnare un altro strumento, che può essere un'altra chitarra, un violino (a Capo Verde chiamato "rabeca"), la voce del cantante o altro strumento melodico. Il modo caratteristico dell'uso delle corde di basso della chitarra viene chiamato "mãozada".
La formazione di un gruppo di morna non è rigida. Un gruppo di medie dimensioni può avere, oltre la già menzionata chitarra, un cavaquinho, una chitarra a 10 o 12 corde (chiamata "viola" a Capo Verde), uno strumento solista oltre la voce del cantante e alcuni strumenti a percussione. Un'orchestra più ampia può comprendere anche un'altra chitarra, un basso acustico, più strumenti solisti (violino, clarinetto, tromba, ecc.) e una sezione ritmica con diverse percussioni.
Dall'inizio degli anni '60 si è iniziato ad introdurre nella morna la strumentazione elettrica (chitarra, basso) e gli strumenti a percussione sono stati sostituiti dalla  batteria. Alla fine degli anni '90 c'è stato un ritorno alle origini e alla realizzazione di performance acustiche.

## La danza
Intesa come danza, la morna è un ballo da sala e si danza in coppia. I ballerini danzano con un braccio attorno alle spalle del partner mentre con l'altro braccio si tengono per mano.

## La storia
La storia della morna può essere divisa in diversi periodi, anche se non è una ripartizione accettata da tutti gli studiosi:

### Primo periodo: le origini
Non si hanno notizie riguardo alle prime rappresentazioni della morna. La tradizione orale dà per certo che la morna si diffuse nell'isola di Boa Vista nel XVIII secolo, ma non ci sono registrazioni che lo possano confermare. Ma quando Alves dos Reis dice che durante il XIX secolo la diffusione della polka, della mazurka, del galope di altri generi musicali a Capo Verde non influenzarono la morna, suggerisce che in quel periodo la morna doveva essere già un genere musicale maturo e ben definito.
Esiste anche una relazione tra la morna e un altro genere musicale preesistente nell'isola, il choros, canzoni cantate in determinate occasioni come il lavoro o il risveglio.
Da Boa Vista questo genere musicale si diffuse in seguito in tutte le altre isole. In quel periodo la morna non affrontava i temi romantici che troviamo oggi e non aveva il carattere nobile che gli è stato dato in seguito.
I musicologi citano la morna "Brada Maria" come la composizione di cui si hanno informazioni più antiche, composta intorno al 1870.

### Secondo periodo: Eugénio Tavares
All'inizio del XX secolo il poeta Eugénio Tavares definì i canoni romantici che ancora oggi caratterizzano la morna. Nell'isola Brava (Capo Verde) la morna venne trasformata con un tempo più lento rispetto a quella di Boa Vista e la poetica divenne più lirica e concentrata sull'amore e le sue conseguenze nell'animo umano.

### Terzo periodo: B. Leza
Negli anni tra il 1930 e il 1940 la morna acquisì particolari caratteristiche nell'isola di São Vicente (Capo Verde). 
In particolare il compositore Francisco Xavier da Cruz (noto anche come B.Leza) sotto l'influenza della musica brasiliana introdusse a Capo Verde il cosiddetto "accordo passante", noto come “meio-tom brasileiro” (semi tono brasiliano). Con questo innesto la struttura armonica della morna non fu più limitata al circolo di quinte ma incluse altri accordi che consentivano un passaggio più gradevole verso quelli principali.
Ad esempio, una canzone nella tonalità di DO maggiore può essere arricchita così:
| Sequenza base degli accordi:                  | Sequenza base degli accordi: | Sequenza base degli accordi: | Sequenza base degli accordi: | Sequenza base degli accordi: | Sequenza base degli accordi: | Sequenza base degli accordi: | Sequenza base degli accordi: |
| --------------------------------------------- | ---------------------------- | ---------------------------- | ---------------------------- | ---------------------------- | ---------------------------- | ---------------------------- | ---------------------------- |
| C                                             | C                            | F                            | F                            | C                            | C                            | G7                           | G7                           |
| Sequenza di accordi con gli accordi passanti: |                              |                              |                              |                              |                              |                              |                              |
| C                                             | C7                           | F                            | Fm7♭5                        | C                            | A7                           | Dm                           | G7                           |

Un altro esempio nella tonalità di LA minore:
| Sequenza base degli accordi:                  | Sequenza base degli accordi: | Sequenza base degli accordi: | Sequenza base degli accordi: | Sequenza base degli accordi: | Sequenza base degli accordi: | Sequenza base degli accordi: | Sequenza base degli accordi: |
| --------------------------------------------- | ---------------------------- | ---------------------------- | ---------------------------- | ---------------------------- | ---------------------------- | ---------------------------- | ---------------------------- |
| Am                                            | Am                           | Dm                           | Dm                           | Am                           | Am                           | E7                           | E7                           |
| Sequenza di accordi con gli accordi passanti: |                              |                              |                              |                              |                              |                              |                              |
| Am                                            | A7                           | Dm                           | G7                           | Am                           | F                            | Bm7♭5                        | E7                           |

Sebbene sembri molto semplice, questa introduzione ha lasciato un segno profondo nella morna e più tardi si è estesa anche alla coladeira.
Un'altra innovazione introdotta in questo periodo coincide con il movimento letterario della Claridade, e di conseguenza le tematiche vennero estese dal romanticismo verso i temi del realismo.

### Quarto periodo: dal 1950 al 1970
In questo periodo un nuovo genre musicale, la coladeira raggiunge una grande popolarità e molti compositori si dedicano a questa novità. In questi anni quindi la morna non subisce particolari variazioni stilistiche.
Negli anni attorno al 1960 gli strumenti elettrici cominciano ad essere utilizzati per la morna e il genere musicale comincia ad essere conosciuto a livello internazionale.

### Quinto periodo: gli anni più recenti
I compositori contemporanei hanno goduto di una maggiore libertà per conferire alla morna caratteristiche insolite. Nelle mornas più recenti difficilmente si ritrova lo schema del circolo delle quinte, viene utilizzata un'ampia varietà di accordi, le strofe musicali non sono composte sempre da un numero fisso di versi, nella melodia sono praticamente scomparse le reminiscenze del lundum e sono stati fatti dei tentativi di fusione con altri generi musicali.

## Varianti dellamorna

### Lamornadi Boa Vista
La morna di Boa Vista  è la variante più antica della morna. È caratterizzata da un tempo più veloce (andante ± 96 bpm), uno stile rubato e da una struttura di base semplice. I temi sono spesso scherzosi, satirici o critici nei confronti della società. La melodia è molto simile a quella del lundum.

### LamornaBrava
La morna Brava è all'origine delle più conosciute varianti della morna contemporanea. Oltre ad avere un tempo più lento rispetto a quella Boa Vista (lento ± 60 bpm), ha le tipiche caratteristiche del Romanticismo, come l'uso delle rime, un accentuato lirismo e una metrica più rigida. Lo stile Brava è ancora utilizzato dai compositori delle isole Brava e Fogo.

### Lamornadi São Vicente
La morna di São Vicente deriva da quella Brava. Hanno entrambe lo stesso tempo ma, nella morna di São Vicente la sequenza di accordi è stata arricchita con gli accordi passanti. Le tematiche inoltre vanno oltre i temi romantici, la poetica non è molto rigida e non vengono usate le rime come nella morna Brava.

## Esempi dimornas
- "Rabilona", tradizionale
eseguita da Teté Alhinho nell'album "Voz" (Universal Music — 2002)
- "Força di cretcheu", di Eugénio Tavares
eseguita da Celina Pereira nell'album "Nôs Tradição" (? — 19??)
- "Eclipse", di B.Leza
eseguita da Chico Serra nell'album "Eclipse" (Ed. Sonovox, Lisboa — 1993)
- "Fidju maguadu", di Jorge Monteiro
eseguita da Dany Silva nell'album "Lua Vagabunda" (Ed. Valentim de Carvalho, Lisboa — 1986)
- "Biografia d'um criol'", di Manuel de Novas
eseguita da Os tubarões nell'album "Djonsinho Cabral" (Ed. Os Tubarões, Ref. T-003 — 1978)
- "Nha berçu", di Betú
eseguita da Ildo Lobo nell'album "Nôs morna" (Ed. Lusáfrica, — 1996)

## Lamornain Italiano
- Nel 1996 il cantautore Vinicio Capossela ha pubblicato il brano Morna nell'album Il ballo di San Vito.